# ブリティッシュミッドランド航空92便不時着事故
ブリティッシュミッドランド航空92便不時着事故（ブリティッシュミッドランドこうくう92びん ふじちゃくじこ）とは、1989年1月8日にイギリスの航空会社であるブリティッシュミッドランド航空所属のボーイング737-400型機が不時着した事故である。
事故現場近くの村の名前からケグワース航空災害（Kegworth air disaster）やケグワース事故とも呼ばれる。

## 概要

### 航空機と乗務員
- 機体：ボーイング737-400、機体記号:G-OBME
- 機長：43歳
- 副操縦士：39歳

機体は3ヶ月前に就航したばかりの最新型だった。機長、副操縦士とも経験豊かだったが、この型の操縦経験は機長は23時間、副操縦士は53時間しかなく、エンジン関係のシミュレータは未経験だった。

### 経過

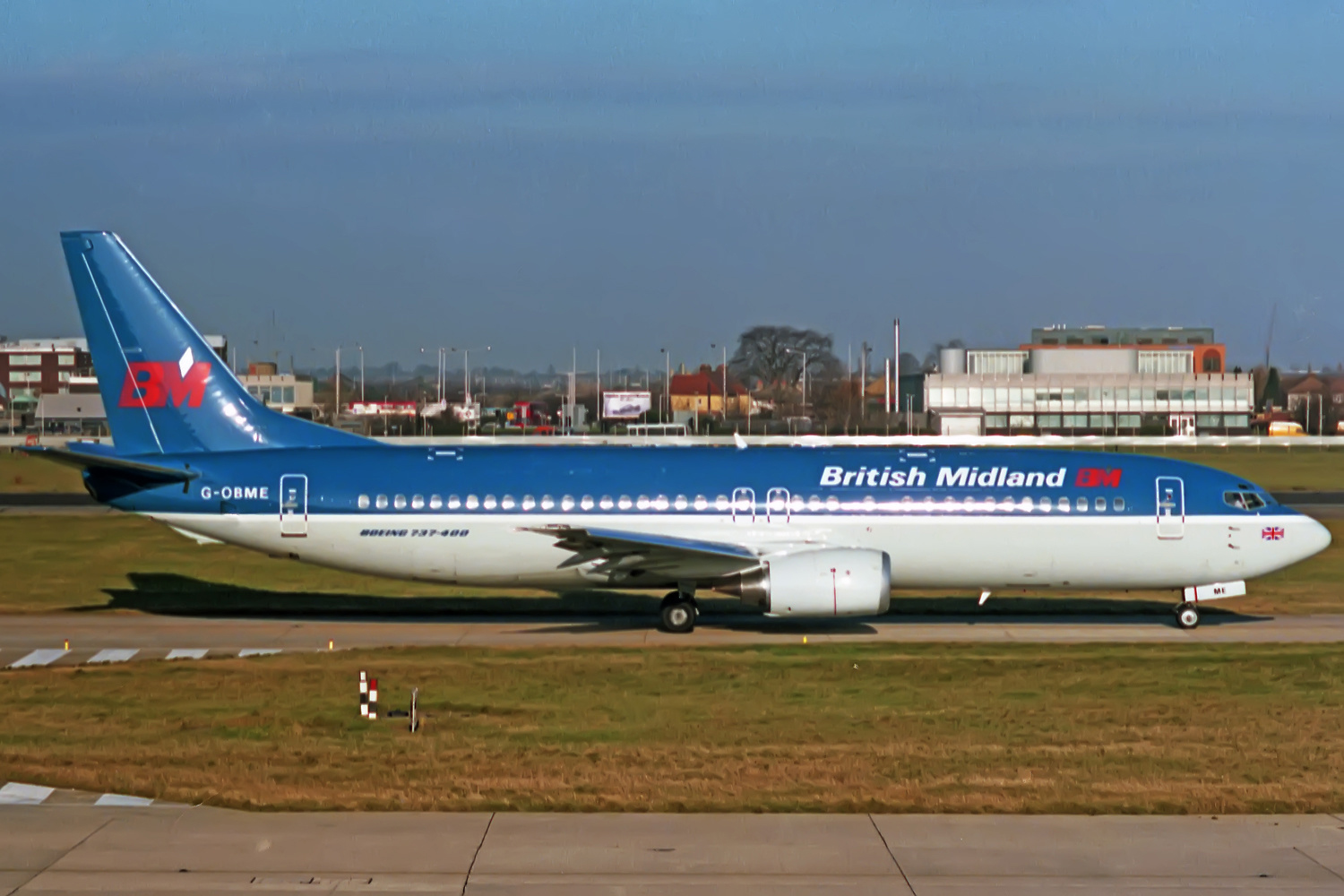
1988年11月に撮影された事故機

ヒースロー空港を19時52分 (UTC) に離陸したブリティッシュミッドランド航空92便（ボーイング737-400型、機体記号:G-OBME）は、ベルファスト国際空港に向けて飛行を開始した。
しかし20時5分頃、高度28,300フィート（約8,600メートル）の地点で、第1エンジン（左舷）のファンブレードのアウターパネルが外れた。機体が振動し始め、操縦室内に煙と臭気が充満、コックピット内の第1エンジンの各種パラメータ表示も滅茶苦茶になった。
クルーらは「第2エンジン（右舷）が損傷した」と思い込み、スロットルを戻して停止させた。第2エンジンを止めたことで、第1エンジンの振動も幾分収まったため、クルーらはその処置が正しかったと確信してしまった。その後第1エンジンはしばらくの間は正常に動作しているようにみえた。
緊急着陸のために直ちに最寄りのイースト・ミッドランズ空港に向かい、着陸態勢に入ったが、滑走路端から2.4海里の地点で第1エンジンが火災警報とともに再び激しく振動しはじめ、出力が急に低下した。風力を使って第2エンジンを再始動しようと試みたが、速度が遅すぎたためうまくいかなかった。
衝突の10秒前に、機長は機内放送で「不時着に備えてください！(PREPARE FOR CRASH LANDING)」と2度繰り返した。機体は空港から900メートルの地点にあるM1高速道路の東側土手に衝突し、さらにその先の西側土手の斜面に激しく衝突した。エンジンで小規模な火災が発生し、直ぐに消防隊が駆けつけ燃料への引火は阻止できたが、不時着時の衝撃で39名が死亡した。その後病院に搬送された8名が死亡し、犠牲者は計47名となった。クルー8人は全員生存した。死者は機体前方に集中していた。

## 事故の原因
事故後の調査では、乗客が最初の異常振動発生時に火を噴いているのを目撃していた左側エンジンは、墜落前には既に破損していたことが確認された。ボイスレコーダの解析により、パイロットが故障と判断して停止させたと判明した右側エンジンが調査されたが、墜落前の損傷は発見されず、健全な状態だったことが判明した。

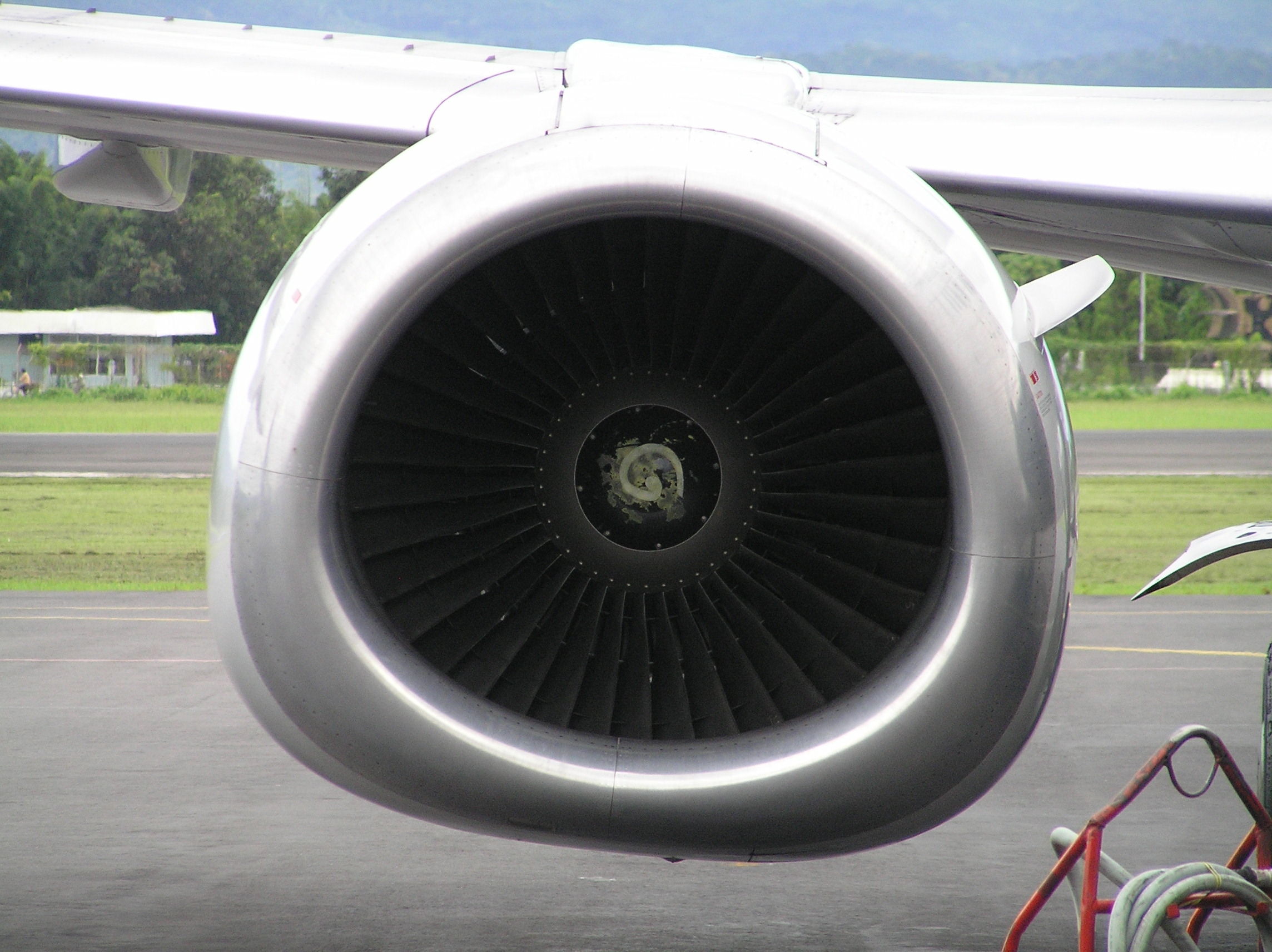
ボーイング737-400型機のCFM56-3エンジン

調査の結果明らかになった事故過程は、まず左側エンジン前部のファンブレードが破損し、バランスが崩れて振動を発生し、破片がエンジン本体を損傷させた。エンジンへの燃料供給を自動で調節するオートスロットル機構が、ファンの回転数が低下したのを検知して回転を上げるために、左エンジンへの燃料供給を増加させた。燃料の過剰供給により後方に火を噴き、乗客がその炎を目撃している。
パイロットは異臭から、「エンジンが発火し空調に煙が流れ込んでいる」と判断、その際に機長は副操縦士に対して、どちらのエンジンかを尋ねたところ、副操縦士は「それは ひだ… いや右です (It's the le… It's the right one)」と答えている。事故後の聴取で副操縦士は、「何を見てどう考えてこのように回答したのかは覚えていない」と述べた。機長も「737型の空調は右エンジンのみに接続されている」としてその判断を支持したが、実際には改良型である737-400型では、空調は両方のエンジンに接続されるよう設計変更されていた。
直ちに第2（右）エンジンのスロットルが戻され、その結果激しい振動は収まった。機長は「すべて正常のようだな」と発言し、副操縦士も「安定したようです。煙が少し残っていますが」と答えている。ただしこの時、機長および副操縦士の両方が見ることのできる第1エンジンの振動計の表示は、最大限に振り切った状態だった。
機長の機内アナウンスで右エンジンの停止を知らされた乗客は、左エンジンの発火を目撃していたので不審に思ったが、パイロットが判断ミスをするとは考えられず、異議を唱えることはなかった。
キャビン後方には3名の客室乗務員もおり、左エンジンからの炎も目撃していたが、機長の機内アナウンスのなかで右エンジンを特定するような発言があったかどうかの記憶がないと証言している。

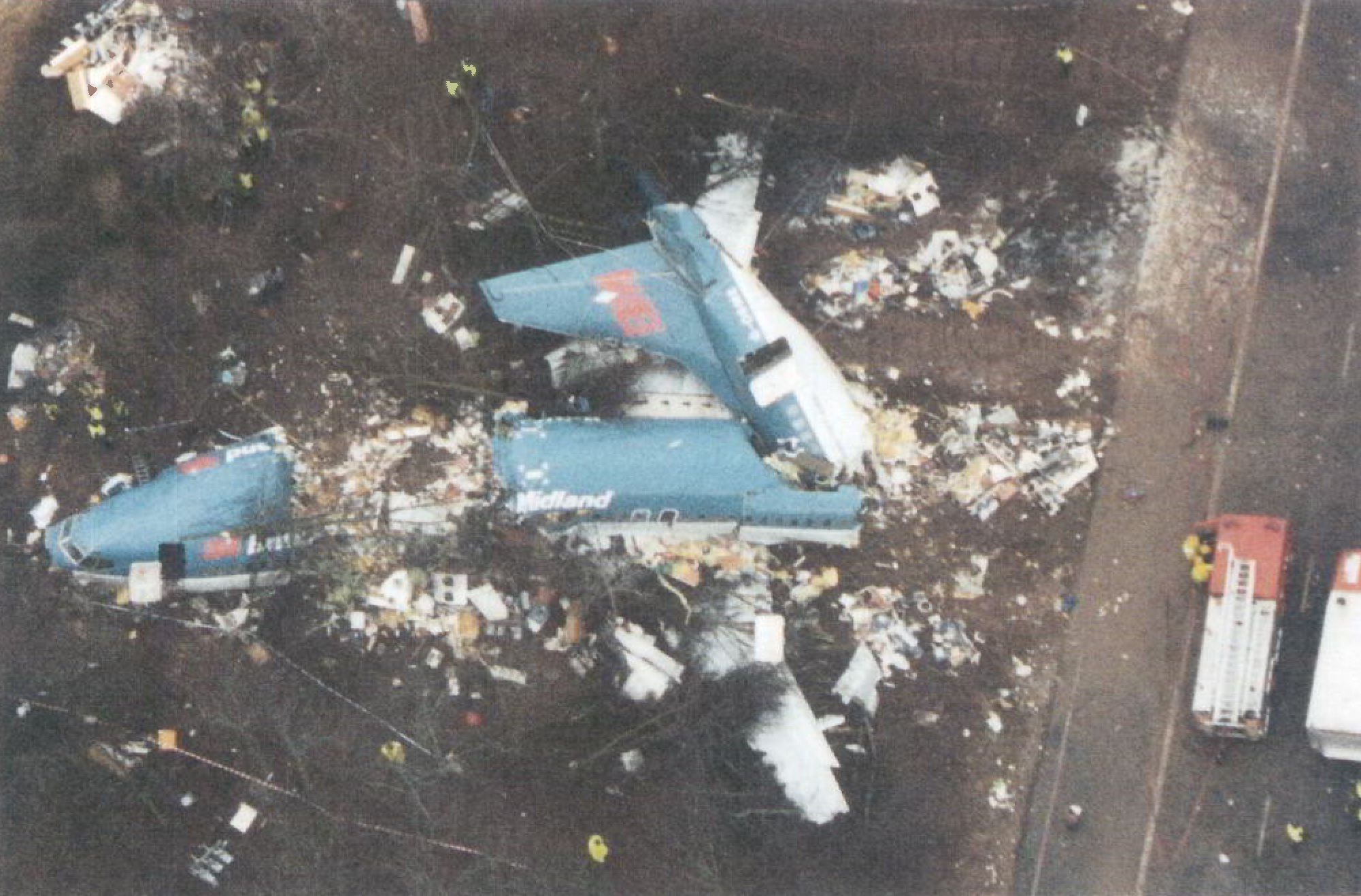
事故機の残骸

その後、パイロットは着陸前の機体コンディションの再チェックを実施した。これが手順通りに行われれば、第1エンジン振動計の異常表示にも気が付くはずだった。だが、途中で管制官から12,000フィート（3,700 m）に降下できることを知らせる連絡が入り、交信のためチェックは中断されたままとなった。そして着陸に際して第1（左）エンジンの出力を増加させたことで異常振動と火災が再発し、エンジンの破損が進み推力を喪失した。パイロットは右エンジンの再始動を試みたが、既に時間的猶予も高度もなく、墜落にいたった。

## 飛行停止処分
事故の5か月後、ボーイング737-400型は世界各国で飛行停止の処分を受けた。ファンブレードが破損する事故が2件発生したためである。その後の調査で737-400型のエンジンであるCFM56-3には設計上の欠陥があり、空気の薄い高度7600m以上で推力を最大にすると、ファンブレードの異常振動が発生し、破損する可能性が発見された。また、このエンジンは飛行試験が実施されていなかった事も判明した。このエンジンは既存のエンジンのアップグレードであったため、当時、飛行試験は義務化されていなかった。
この事故の教訓から、CFM56-3エンジンの改良や、飛行試験の義務化、パイロットのシミュレータ訓練の徹底、不時着時の姿勢の見直し、異常時の乗客とのコミュニケーションの改善などが行われた。

## 映像化
- ナショナルジオグラフィックチャンネル・『衝撃の瞬間3』：第3話「高速道路への墜落」
- ナショナルジオグラフィックチャンネル・『メーデー!:航空機事故の真実と真相』：シーズン12 第1話「M1 Plane Crash」
- 世界衝撃映像100連発 カメラが見た劇的瞬間

## 類似事故
- トランスアジア航空235便墜落事故 : 飛行中、右エンジンに異常が発生したが、機長が誤って左エンジンを停止させてしまったことにより、川に墜落した事故。